# Rasir Bolton
Rasir Zias Bolton (Petersburg, 27 september 1999) is een Amerikaans basketballer.

## Carrière
Bolton speelde van 2018 tot 2019 collegebasketbal voor de Penn State Nittany Lions. In 2019 maakte hij de overstap naar de Iowa State Cyclones waar hij twee jaar speelde. Zijn laatste twee jaar speelde hij bij de Gonzaga Bulldogs van 2021 tot 2023. In 2023 tekende hij zijn eerste profcontract bij de Antwerp Giants in de BNXT League. Hij werd aan het einde van het seizoen uitgeroepen tot BNXT League Dream Team.
Voor het seizoen 2024/25 tekende hij bij het Servische KK Spartak Subotica.

## Erelijst
- BNXT League Dream Team: 2024